# UFC 1
The Ultimate Fighting Championship lub UFC 1: The Beginning – inauguracyjna gala mieszanych sztuk walki organizacji UFC, która odbyła się 12 listopada 1993 w Denver. Gala była transmitowana wyłącznie w formacie pay-per-view, a później dostępna na kasetach VHS. UFC 1 jest pierwszą oficjalną galą MMA na terenie USA.

## Historia
Zawody zostały zorganizowane przez Arta Davie'go i Roriona Gracie. Główną ideą, jaka przyświecała organizatorom, była konfrontacja różnych stylów walki w realnej walce bez ograniczeń i pokazanie, która jest najlepsza, toteż do turnieju zostali zaproszeni: mistrz świata w savate Gerard Gordeau, sumita Teila Tuli, kickboxerzy Kevin Rosier i Zane Frazier, zawodnik brazylijskiego jiu-jitsu Royce Gracie, bokser Art Jimmerson, zapaśnik Ken Shamrock oraz praktyk kenpō Patrick Smith. Nagrodą za wygranie turnieju było 50 tys. $ oraz tytuł mistrza świata sztuk walki. 
Walki toczyły się bez żadnych reguł w ośmiokątnej klatce (oktagonie), wszelkie ciosy były dozwolone - jedyne, co było zabronione, to gryzienie i wsadzanie palców do oczu, a wygrać można było tylko i wyłącznie przed czasem poprzez znokautowanie rywala lub poddanie go technikami kończącymi (nie było sędziów punktowych oraz pomiaru czasu). Cały turniej wygrał filigranowy zawodnik brazylijskiego jiu-jitsu, wytypowany przez swoją rodzinę do reprezentowania ich sztuki walki, Royce Gracie, który pokonał o wiele cięższych od siebie rywali i został mistrzem. 

## Wyniki

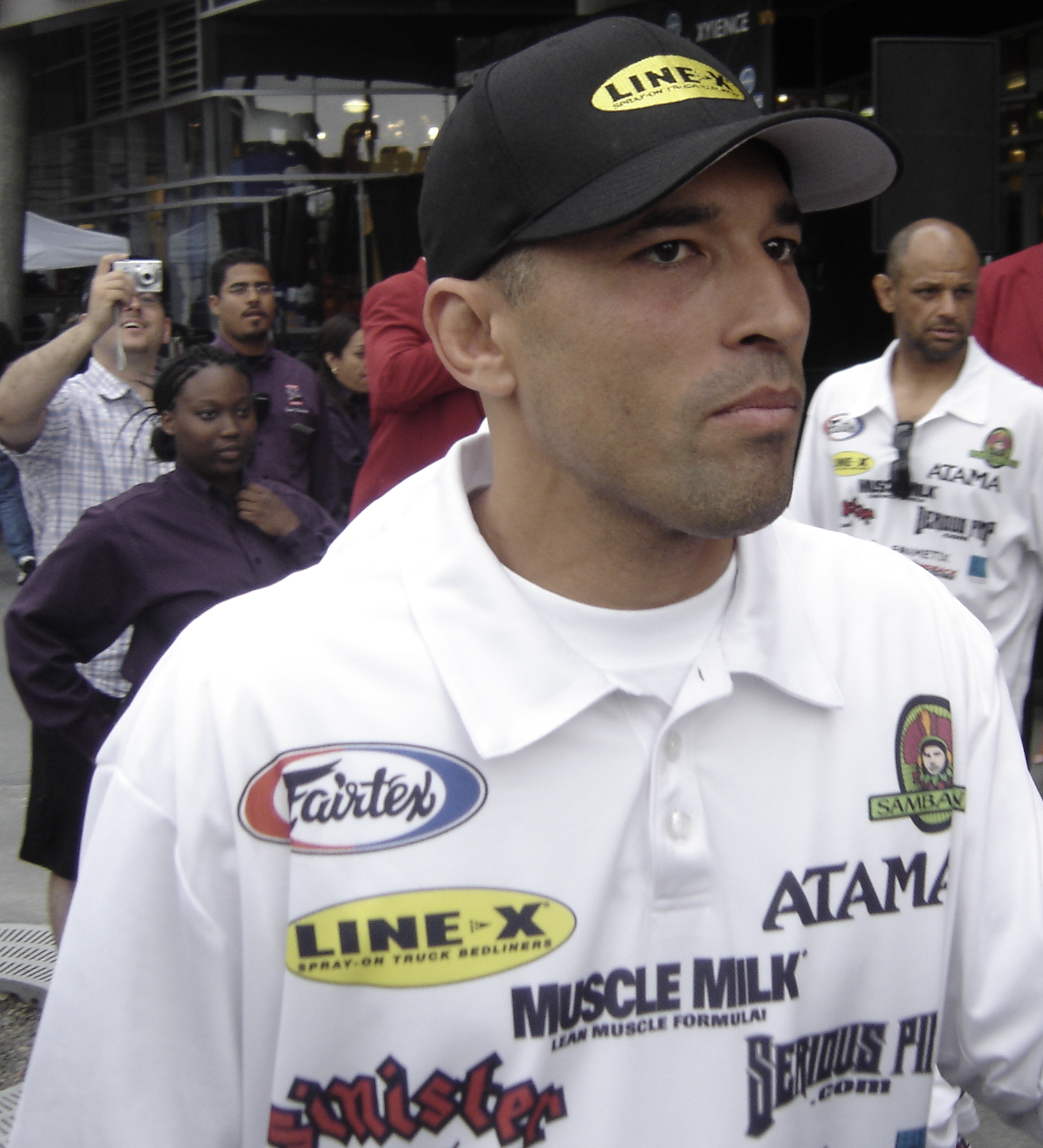
Royce Gracie - zwycięzca turnieju

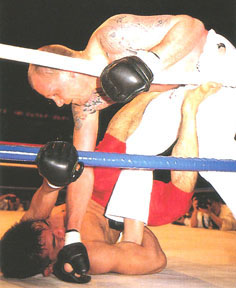
Gerard Gordeau (z góry) - finalista turnieju

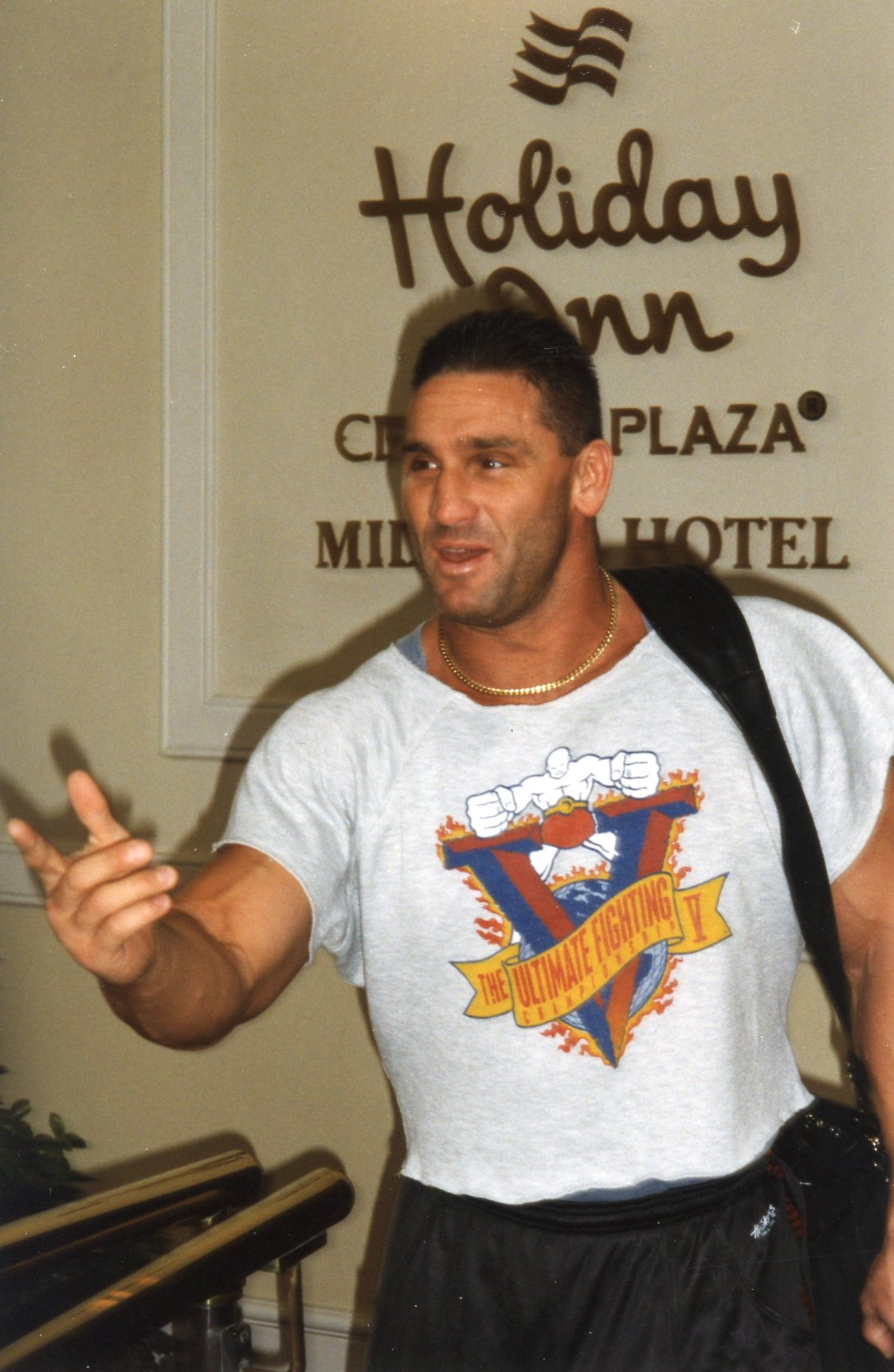
Ken Shamrock - półfinalista turnieju, przyszły mistrz UFC

Walka rezerwowa:
- Jason DeLucia vs  Trent Jenkins

DeLucia zwyciężył przez poddanie (duszenie zza pleców)
Walki ćwierćfinałowe:
- Gerard Gordeau vs  Teila Tuli

Gordeau zwyciężył przez TKO  (kopnięcie w głowę)
- Kevin Rosier vs  Zane Frazier

Rosier zwyciężył przez TKO (przerwanie przez narożnik)
- Royce Gracie vs  Art Jimmerson

Gracie zwyciężył przez poddanie (dosiad)
- Ken Shamrock vs  Patrick Smith

Shamrock zwyciężył przez poddanie (dźwignia skrętowa na nogę)
Walki półfinałowe:
- Gerard Gordeau vs  Kevin Rosier

Gordeau zwyciężył przez TKO (przerwanie przez narożnik)
- Royce Gracie vs  Ken Shamrock

Gracie zwyciężył przez poddanie (duszenie zza pleców)
Walka finałowa:
- Royce Gracie vs  Gerard Gordeau

Gracie zwyciężył przez poddanie (duszenie)

### Drabinka turnieju
|  |                   |                |                   |              |      |           |                |           |  |  |       |       |       |
|  | Ćwierćfinały      | Ćwierćfinały   | Ćwierćfinały      |              |      | Półfinały | Półfinały      | Półfinały |  |  | Finał | Finał | Finał |
|  | Ćwierćfinały      | Ćwierćfinały   | Ćwierćfinały      |              |      | Półfinały | Półfinały      | Półfinały |  |  | Finał | Finał | Finał |
|  |                   |                |                   |              |      |           |                |           |  |  |       |       |       |
|  |                   |                |                   |              |      |           |                |           |  |  |       |       |       |
|  | Holandia          | Gerard Gordeau | TKO               |              |      |           |                |           |  |  |       |       |       |
|  | Holandia          | Gerard Gordeau | TKO               |              |      |           |                |           |  |  |       |       |       |
|  | Stany Zjednoczone | Teila Tuli     | 0:26              |              |      |           |                |           |  |  |       |       |       |
|  | Stany Zjednoczone | Teila Tuli     | 0:26              |              |      | Holandia  | Gerard Gordeau | TKO       |  |  |       |       |       |
|  |                   |                |                   |              |      | Holandia  | Gerard Gordeau | TKO       |  |  |       |       |       |
|  |                   |                | Stany Zjednoczone | Kevin Rosier | 0:59 |           |                |           |  |  |       |       |       |
|  | Stany Zjednoczone | Kevin Rosier   | Stany Zjednoczone | Kevin Rosier | 0:59 | TKO       |                |           |  |  |       |       |       |
|  | Stany Zjednoczone | Kevin Rosier   |                   |              |      |           |                |           |  |  |       |       |       |
|  | Stany Zjednoczone | Zane Frazier   | 4:20              |              |      |           |                |           |  |  |       |       |       |
|  | Stany Zjednoczone | Zane Frazier   | 4:20              |              |      | Holandia  | Gerard Gordeau | 1:40      |  |  |       |       |       |
|  |                   |                |                   |              |      |           |                |           |  |  |       |       |       |
|  |                   |                | Brazylia          | Royce Gracie | POD  |           |                |           |  |  |       |       |       |
|  | Brazylia          | Royce Gracie   | Brazylia          | Royce Gracie | POD  | POD       |                |           |  |  |       |       |       |
|  | Brazylia          | Royce Gracie   |                   |              |      |           |                |           |  |  |       |       |       |
|  | Stany Zjednoczone | Art Jimmerson  | 2:18              |              |      |           |                |           |  |  |       |       |       |
|  | Stany Zjednoczone | Art Jimmerson  | 2:18              |              |      | Brazylia  | Royce Gracie   | POD       |  |  |       |       |       |
|  |                   |                |                   |              |      | Brazylia  | Royce Gracie   | POD       |  |  |       |       |       |
|  |                   |                | Stany Zjednoczone | Ken Shamrock | 0:57 |           |                |           |  |  |       |       |       |
|  | Stany Zjednoczone | Ken Shamrock   | Stany Zjednoczone | Ken Shamrock | 0:57 | POD       |                |           |  |  |       |       |       |
|  | Stany Zjednoczone | Ken Shamrock   |                   |              |      |           |                |           |  |  |       |       |       |
|  | Stany Zjednoczone | Patrick Smith  | 1:49              |              |      |           |                |           |  |  |       |       |       |
|  | Stany Zjednoczone | Patrick Smith  | 1:49              |              |      |           |                |           |  |  |       |       |       |

Legenda:
TKO – techniczny nokaut, POD - poddanie